# InterPlanetary Network
El InterPlanetary Network (IPN) és un grup de naus espacials equipades amb detectors d'esclats de raigs gamma (GRB). Per la sincronització de l'arribada d'un esclat en diverses naus espacials, es pot trobar la seva ubicació exacta. La precisió per determinar la direcció d'un GRB al cel es millora mitjançant l'augment de la separació dels detectors, i també per un temps més precís de la recepció. Les diverses naus espacials del voltant d'un UA (unitat astronòmica) i les resolucions de temps de desenes de mil·lisegons poden determinar la ubicació de l'esclat dins de diversos minuts d'arc, el que permet observacions de seguiment amb altres telescopis.

## Orígens
El 5 i 6 de març de 1979, es van detectar dues ràfegues de raigs X procedents de la mateixa font a la constel·lació de l'Orada pel detector de ràfegues de raigs γ Konus, a les naus Venera 11 i Venera 12. Aquests esclats de raigs X van ser detectats per diverses altres naus espacials. Com a part de la Xarxa InterPlanetaria (IPN), Venera 11, Venera 12 van ser afectades per l'explosió de raigs Xel 5 de març de 1979 a les 10:51 seguida 11 s després a la sonda Helios 2 en òrbita al voltant del Sol, i més tard al Pioneer Venus Orbiter a Venus. Uns segons més tard, el satèl·lit Vela, Prognoz 7 i l'Observatori Einstein en òrbita al voltant de la Terra es van inundar. L'últim satèl·lit impactat va ser l'ISEE-3 abans que l'explosió sortís del Sistema Solar.